# 常延齡
常延齡（1612年—1665年），字喬若，鳳陽府懷遠縣人，明朝、南明政治人物。

## 生平
常延齡是開平王常遇春的十二世孫，崇禎年間襲封懷遠侯，十二次疏陳時政，得崇禎帝嘉獎。熊開元、姜埰入獄，他上呈抗章請求解除二人罪名；又寫信給周延儒，用文彥博救唐介的事規勸，朝論都贊同他。崇禎十六年（1643年），湖廣淪陷，常延齡上請統率京軍協助防守九江，又指江都的常家沙有常氏族裔數千人，希望用忠義鼓勵他們，訓練為親兵，崇禎帝同意但未實行。弘光帝繼位，加他為太子太傅；阮大鋮得起用，他和各位廷臣都不停彈劾阮大鋮，惟沒有回音，結果辭官歸鄉。南京失守，常延齡和妻子魏國公的女兒徐氏隱居，在湖熟種菜維生。他死後，家人無法殮葬，朋友集資葬在雨花臺旁。

## 引用
1. 1 2  錢海岳《南明史·卷三十七·列傳第十三》：常延齡，字喬若，鳳陽懷遠人。開平王遇春十二世孫。崇禎中，襲懷遠侯。疏陳時政，凡十二上，上嘉納之。熊開元、姜埰獄起，抗章請釋二臣罪；又致書周延儒，以文彥博救唐介故事相激勸，朝論韙之。
2. ↑  錢海岳《南明史·卷三十七·列傳第十三》：十六年，全楚陷，請統京軍協守九江。又言江都有地名常家沙，族丁數千，皆其始祖遠裔，請鼓以忠義，練為親兵，上是之而不能行。安宗立，加太子太傅。阮大鋮起，與廷臣交章劾之，不報，遂挂官去。南京亡，與妻徐魏國公女偕隱，種菜湖熟維生。歿，無以殮，友人醵金葬之雨花臺側。